# Войновичи
Войновичи (на сръбски: Војновићи) са властелска сръбска фамилия.
През XIV век те играят важна роля в Сръбското царство, особено след смъртта на Стефан Душан през 1355 година, когато Воислав Войнович и по-късно неговият братовчед Никола Алтоманович са най-влиятелните местни владетели в страната.
Центърът на владенията им е над днешното село Рутоши в планината Оштрик.